# دنطوان حريري
دنطوان حريري (الاسم العلمي:Danthonia sericea) هو نوع من النباتات يتبع جنس الدنطوان من الفصيلة النجيلية.